# Echium portosanctense
Echium portosanctense är en strävbladig växtart som beskrevs av J.A.Carvalho, Pontes, Bat.-marques och R.Jardim. Echium portosanctense ingår i släktet snokörter, och familjen strävbladiga växter. Inga underarter finns listade i Catalogue of Life.